# جون ديكر
جون ديكر (بالإنجليزية: John Decker)‏ هو سياسي أمريكي، ولد في 15 مايو 1823 في نيويورك في الولايات المتحدة، وتوفي بنفس المكان في 18 نوفمبر 1892. انتخب عضو جمعية ولاية نيويورك.